# Scaptodrosophila angelicae
Scaptodrosophila angelicae är en tvåvingeart som först beskrevs av Toyohi Okada och Nishiharu 1981.  Scaptodrosophila angelicae ingår i släktet Scaptodrosophila och familjen daggflugor.